# Adolf Bertram
Adolf kardinál Bertram (14. března 1859, Hildesheim – 6. července 1945, zámek Jánský Vrch, Javorník) byl římskokatolický kněz, teolog, biskup v Hildesheimu (1906-1914), biskup a od roku 1929 arcibiskup vratislavský a kníže niský. Roku 1916 byl jmenován kardinálem.

## Život

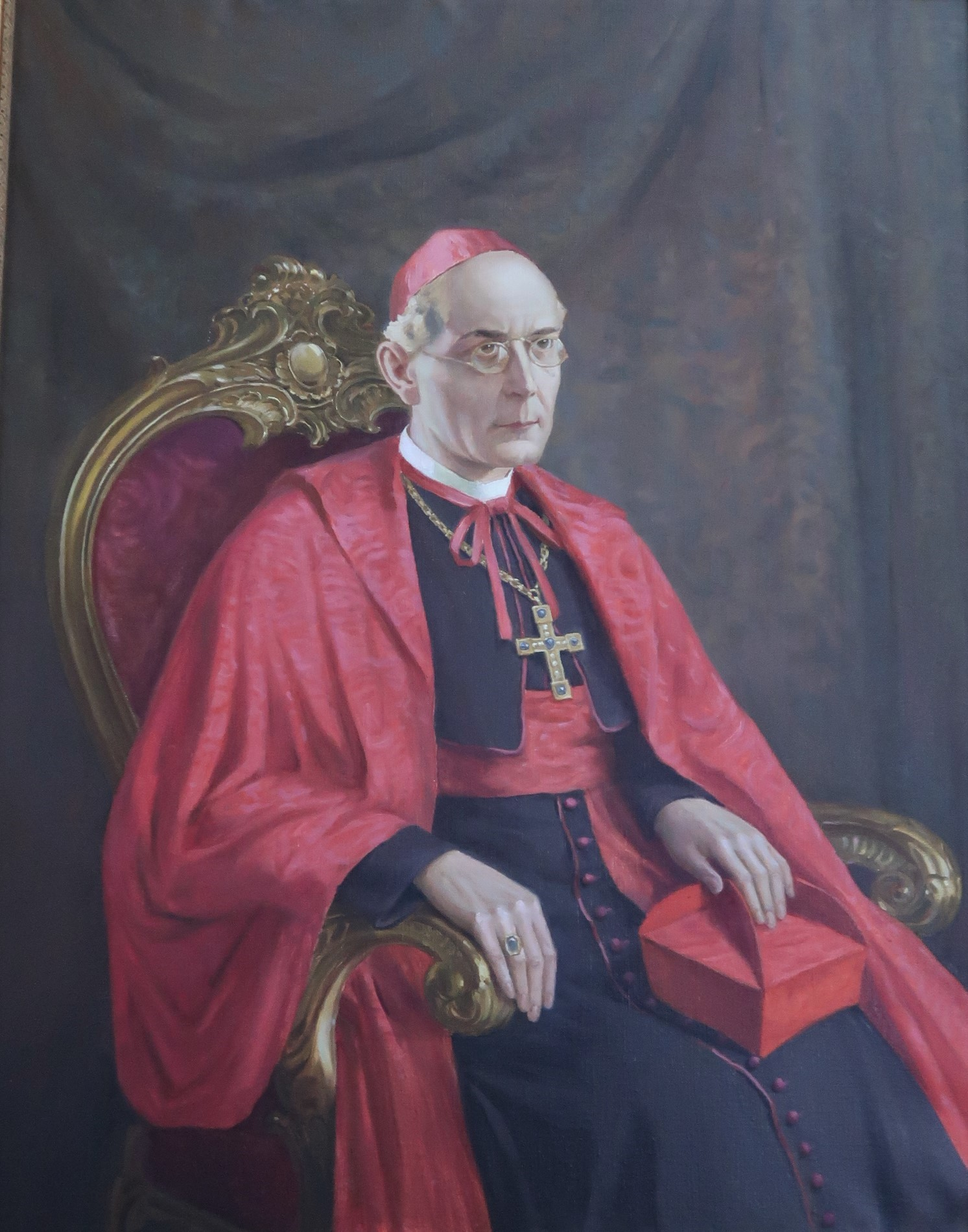
Portrét kardinála Bertrama na zámku Jánský Vrch

### Mládí
Adolf Bertram se narodil ve městě Hildesheim v tehdejším Hannoverském království. Studoval na univerzitě v Mnichově, v Innsbrucku a Würzburgu, kde získal doktorát z teologie a na Papežské univerzitě v Římě, kde získal doktorát z kanonického práva. V roce 1881 byl vysvěcen na kněze a 26. dubna 1906 byl zvolen biskupem hildesheimským. Jeho zvolení bylo potvrzeno papežem Piem X. 12. června 1906. 15. srpna toho roku přijal z rukou vratislavského arcibiskupa kardinála Georga von Koppa biskupské svěcení.
Po smrti kardinála von Koppa byl 8. září 1914 zvolen vratislavským biskupem; oficiální uvedení do funkce se konalo 28. října 1914. Po konci první světové války došlo v Rakousku a Prusku ke zrušení šlechtických titulů, avšak Adolf Bertram používal titul knížete až do roku 1930, kdy byl 13. srpna jmenován vratislavským arcibiskupem.

### Kardinál
Dne 4. prosince 1916 byl Adolf Bertram kreován kardinálem římskokatolické církve. Z obav z vyvolání negativních ohlasů vůči církvi ze strany států Dohody, obzvláště Itálie, proběhla kreace in pectore (v tajnosti).
Po opadnutí nepřátelských nálad bylo jmenování kardinála Adolfa Bertama 5. prosince 1919 oznámeno veřejně. Jako titulární mu byl 18. prosince 1919 přidělen kostel svaté Anežky za hradbami (italsky Sant'Agnese fuori la mura). Kardinál Bertram byl od roku 1919 do své smrti také předsedou Fuldské biskupské konference a tedy nejvyšším představitelem katolické církve v Německu.

#### Slezské povstání
Během polského Hornoslezského povstání zaujal kardinál jasný proněmecký postoj. Toto bylo ve shodě s jeho dřívějšími prohlášeními, kdy se nazval německým biskupem a přihlásil se k německému státu, což vyvolalo kritiku u Poláků. V průběhu převratu se snažil přiklonit Vatikán na stranu Německa. Když pak během povstání nechal všechny polské kněží v Horním Slezsku vyměnit za německé, byl označen za „německého šovinistu“ a obviněn z protipolských postojů. Dále zakázal polským kněžím, aby se podíleli na společenských a kulturních aktivitách a pouze Němci měli povoleno účastnit se politických agitací. Když potom papež Benedikt XV. vydal dekret, který zakázal Adolfu Bertramovi návštěvu Horního Slezska v období plebiscitu, označil to Bertram za výsledek polských intrik papežova osobního přítele kardinála Augusta Hlonda.

#### Nařízení z 21. listopadu 1920
21. listopadu 1920, tedy čtyři měsíce před plánovaným hornoslezským hlasováním, vydal Adolf Bertram nařízení, které podmiňovalo účast místních kněží na politických akcích souhlasem probošta. Za neuposlechnutí nařízení byly vyměřeny církevní sankce. Vzhledem k tomu, že 75%–80% proboštů bylo v té době německé národnosti, bylo toto nařízení považováno za protipolský čin, který před hlasováním podpořil proněmeckou stranu. Polská veřejnost na to reagovala neklidem. Předseda polské vlády Wincenty Witos prohlásil, že kdyby nebylo Bertrama, hlasovaly by tři čtvrtiny obyvatel za připojení k Polsku. Ve výsledku se však 60% hornoslezských obyvatel vyslovilo pro připojení k Německu. Polská vláda protestovala proti Bertramovu nařízení ve Vatikánu a polské Ministerstvo zahraničí začalo konat odvetné akce.

#### Konflikt s polskými církevními představiteli
Zvláštní komise 91 kněží z Horního Slezska sepsala prohlášení, ve kterém varovala Svatý stolec, že opatření přijatá kardinálem Adolfem Bertramem mají za důsledek rozhořčení obyvatel a mohou dlouhodobě poškodit katolickou církev. S odvoláním na oddanost Vatikánu žádali o bojkot kardinálových nařízení. V krátké době se na stranu těchto kněží přidal velký počet dalších polských církevních představitelů. 30. listopadu došlo v sídle kardinála Aleksandera Kakowského k sepsání dopisu pro papeže. List upozorňoval papeže na politické proněmecké aktivity kardinála Bertrama a varoval před hrozbou rozbití vztahů mezi Vatikánem a polským státem a národem. Tváří v tvář těmto nebezpečím žádali o zrušení Bertramových nařízení.
V důsledku Bertramových opatření projednával polský parlament možnost rozvázání kontaktů s Vatikánem nebo odvolání polského vyslance z Vatikánu. Nakonec se vláda dohodla na vydání protestní nóty, na kterou Vatikán zareagoval vysláním delegáta Ambrogia Rattiho (který byl později zvolen papežem).
7. listopadu 1922 ztratil Bertram episkopální práva k těm částem vratislavské diecéze, které se měly stát součástí Polska, jednalo se o Těšínské Slezsko a východní Horní Slezsko. Pro tato území určil Svatý stolec apoštolského administrátora a 28. října 1925 z nich vznikla nová katovická diecéze. Farnosti v Záolší zůstaly pod Bertramovou vratislavskou jurisdikcí.

#### Poslední roky Výmarské republiky

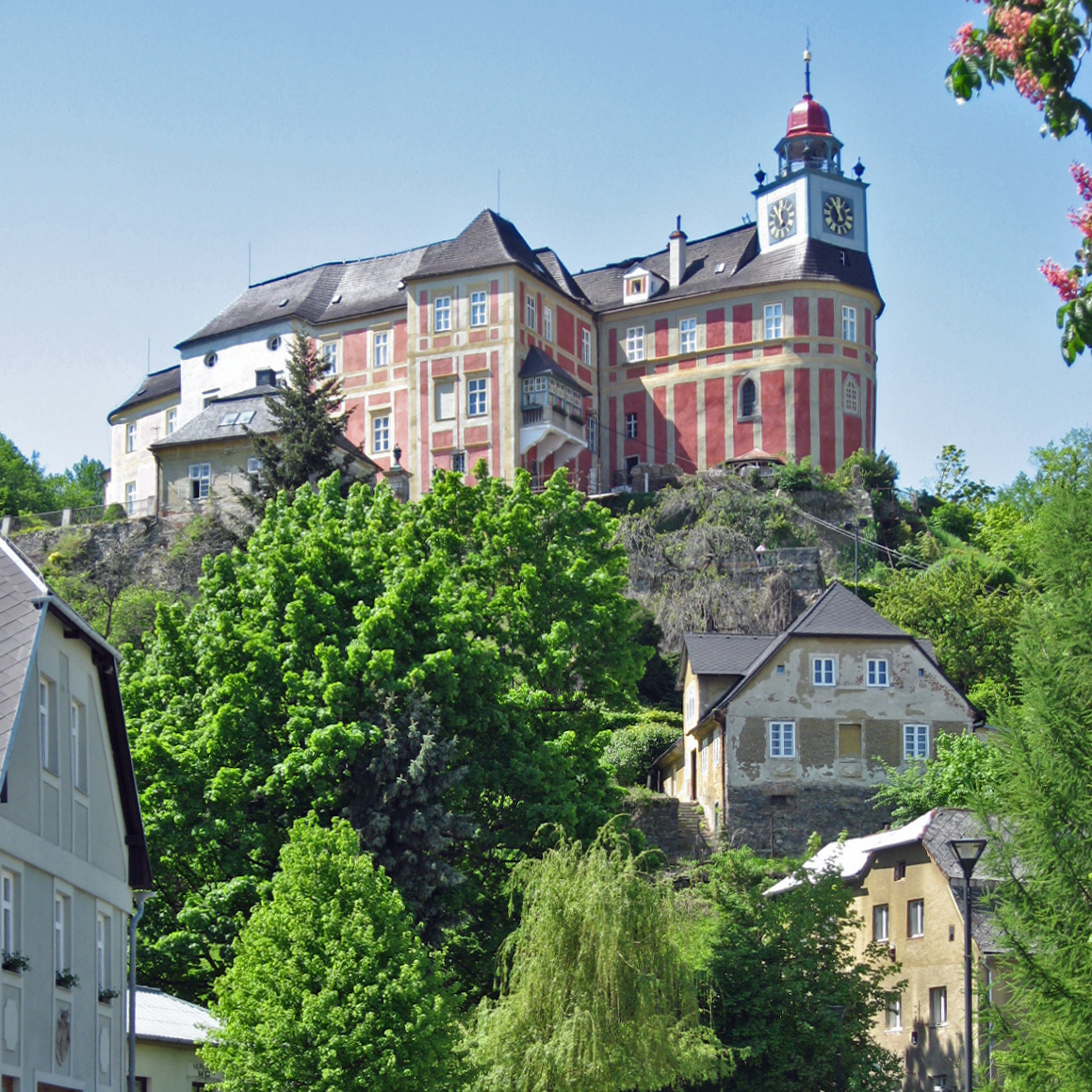
Zámek Jánský Vrch

Bulou Pastoralis officii nostri papeže Pia XI. z 13. srpna 1930 byl Adolf Bertram povýšen na arcibiskupa. Zároveň tento dokument ustanovil konkordát mezi Svatým stolcem a Svobodným státem Pruskem. Bertram pak dohlížel na tři východoněmecké diecéze, které byly nově podřízené Vratislavi. Jednalo se o diecézi berlínskou a varmskou a schneidemühlskou územní prelaturu.
V roce 1930 odmítl uspořádat církevní pohřeb pro známého nacistického pohlavára s odůvodněním, že nacionální socialismus odporuje katolické víře.
Ve své známé stati kritizoval jako obrovskou chybu jednostranné protežování nordické rasy a opovržení božím zjevením, které se šířilo skrz celé Německo. Varoval před nejednoznačností konceptu pozitivního křesťanství (nacionálně-křesťanské ideologie propagované nacisty) která, jak říkal, „pro nás katolíky nemůže mít dostatečný smysl, protože si ji každý vykládá způsobem, jaký se mu líbí“.
Roku 1932 požádal Řím o povolení ke vstupu do nacistické strany. Toto bylo odmítnuto, protože církev nechtěla být jakkoli propojená s politikou.

### Období nacistické nadvlády
V březnu 1933 požádal prezident mezináboženské organizace kardinála Bertrama o pomoc při protestech proti nacisty vyhlášenému bojkotu židovských obchodníků. Bertram toto odmítl s odůvodněním, že židovská média mlčela o pronásledování katolíků. V předvečer druhé světové války se součástí Bertramovy diecéze stala severní část bývalých Československých území Sudet a Záolší anektovaných Třetí říší a v menší míře Polskem. Po mezinárodně neuznané anexi Záolší Polskem požádala polská vláda Svatý stolec, aby odvolal Adolfa Bertrama z jurisdikce na tomto území. Svatý stolec požadavku vyhověl a papež Pius XI. dal farnosti v Záolší do správy apoštolského administrátora a katowického biskupa Stanisława Adamského, který tato území držel do 31. prosince 1939.

#### Druhá světová válka

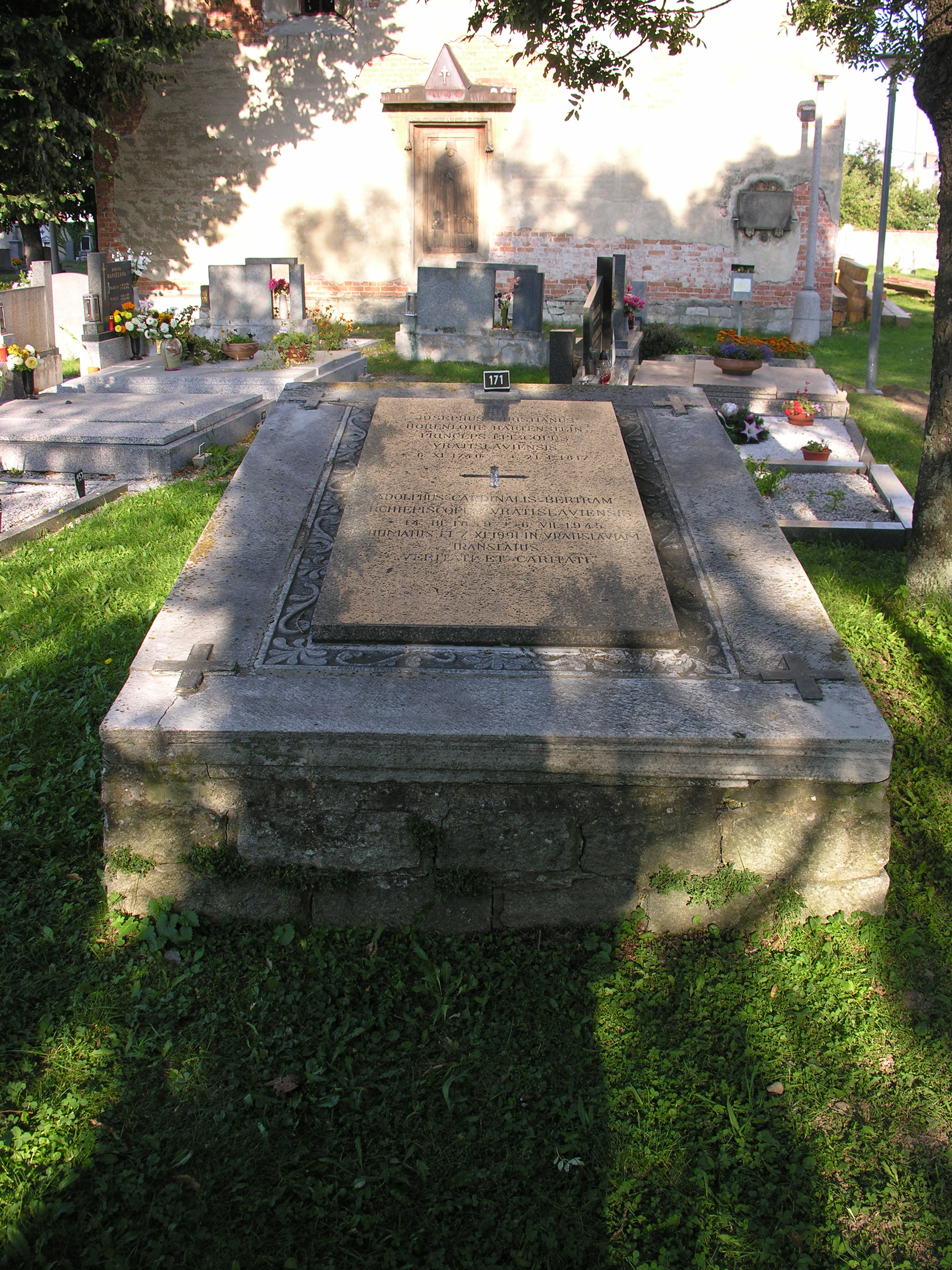
Hrob Adolfa Bertrama v Javorníku

Po vítězství Nacistického Německa nad Polskem a Francií nařídil kardinál na počest dobytí Varšavy rozeznít zvony po celé Říši. S jeho vědomím vydala vratislavská diecéze prohlášení, ve kterém byla válka s Polskem označena za svatou válku, ve které se mají dle božích příkazů navrátit Německu ztracená území.
Jako oficiální představitel německého episkopátu zaslal Bertram Adolfu Hitlerovi blahopřání k narozeninám ve jménu všech německých katolických biskupů, což rozčílilo biskupa Konrada von Preysinga.
Během většiny období druhé světové války zůstával Adolf Bertram ve Vratislavi. Bertram kritizoval nemorálnost a novopohanství Nacistické strany. V roce 1940 odsoudil nacistickou propagandu a plánování operace Lebensborn, o které hovořil jako o cizoložství. Nacistický vitalismus a inseminační plány označil za nemorální.
| „              | Zemřel. Kardinál Adolf Bertram (86), otevřeně protinacistický arcibiskup vratislavský a děkan německé katolické hierarchie, jehož neúnavný odpor k Hitlerovu novopohanství vyvrcholil loni v březnu, když odmítl příkaz k evakuaci Vratislavi před postupujícími ruskými vojsky. Po jeho smrti zůstalo v Kolegiu kardinálů pouze 40 členů – nejméně za posledních 144 let. | “ |
| — Magazín Time | |   |

Počátkem roku 1941 jako metropolitní biskup východoněmecké církevní provincie a mluvčí fuldské biskupské konference odmítl požadavek Carla Maria Spletta o přičlenění gdaňské diecéze do své církevní provincie i do fuldské konference. Argumenty o připojení Gdaňsku k Nacistickému Německu jej nechávaly chladným, protože zábor Gdaňsku nebyl mezinárodně uznán.
Proslýchalo se, že Bertram plánoval zádušní mši za Hitlera. Toto však bylo rozporováno politickým komentátorem Ronaldem Rychlakem:
| „                   | To, co doopravdy víme je, že byl Bertram na konci války starý a nemocný. Když (o pár týdnů později) zemřel, našly se v jeho pozůstalosti poznámky o tom, že objedná zádušní mší za všechny Němce, kteří za války zemřeli, včetně Hitlera (o kterém se původně tvrdilo, že zemřel při bojích s Rudou armádou), a za ochranu katolické církve v Německu. Tato objednávka však nebyla odeslána a mše se nikdy nekonala. Bertramův osobní tajemník později uvedl, že o těchto dokumentech ani o takto formulované objednávce nic neví. Ve skutečnosti byla objednávka dvakrát přeškrtnutá. | “ |
| — Ronald J. Rychlak | |   |

V roce 1945 při takzvaném obléhání Vratislavi odmítl přes nátlak nacistické vlády opustit město. Z Vratislavi odešel až koncem února nebo začátkem března 1945, kdy už byla většina města z důvodu sovětského útoku evakuována. Zbytek války potom prožil na svém letním sídle na zámku Jánský vrch, kde 6. července 1945 ve věku 86 let zemřel. Byl pohřben na hřbitově v Javorníku, ale v roce 1991 byly ostatky exhumovány a přeneseny do katedrály svatého Jana Křtitele ve Vratislavi.